# Lemmaphyllum drymoglossoides
Lemmaphyllum drymoglossoides är en stensöteväxtart som först beskrevs av Bak., och fick sitt nu gällande namn av Ren-Chang Ching. Lemmaphyllum drymoglossoides ingår i släktet Lemmaphyllum och familjen Polypodiaceae. Inga underarter finns listade.